# Procés en cascada

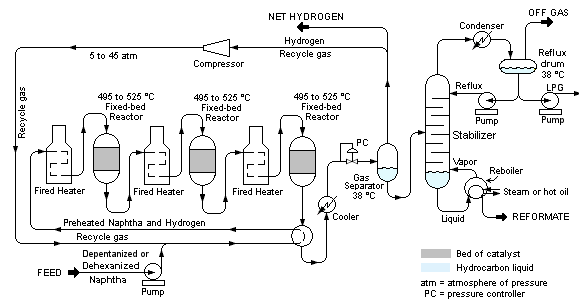
Un diagrama que mostra una cascada de tres reactors de llit fix (i tres escalfadors associats).

En enginyeria química, un procés en cascada és una tècnica que es desenvolupa en diverses etapes d'operacions unitàries idèntiques, on cadascuna de les quals processa el resultat de l'etapa anterior.. Els processos en cascada es troben en la separació d'isòtops, la destil·lació, la flotació i diversos altres processos de separació o purificació .
Els processos en cascada es troben sovint per enriquir una mescla heterogènia : es tracta llavors d'una cascada d'enriquiment.
Quan el rendiment d'una etapa varia poc segons la concentració global, com és el cas més freqüent, la cascada permet augmentar exponencialment l'eficiència del procés. Així doncs, per destil·lar aigua, si una destil·lació elimina 99 % d'impureses, l'aigua bidestil·lada tindrà una puresa del 99,99 %, i només en sortiran tres destil·lacions (1-99 %)3 o sigui 1 ppm d'impureses originals.

## Procesos en cascada
Un procés en cascada és qualsevol procés que té lloc en diversos passos, generalment perquè el pas únic és massa ineficient per produir el resultat desitjat. Per exemple, en alguns processos d'enriquiment d'urani, la separació de l'isòtop desitjat només s'aconsegueix de manera deficient en una sola etapa; per aconseguir una millor separació, el procés s'ha de repetir diverses vegades, en sèrie, i la fracció enriquida d'una etapa s'alimenta a l'etapa següent per a un major enriquiment. Un altre exemple de procés en cascada és el que funciona en un liqüeficador en cascada .
Els processos en cascada es troben sempre que una etapa sigui insuficient o ineficient per aconseguir el resultat desitjat. Per exemple, en molts processos d'enriquiment d'isòtops d'urani, l'isòtop desitjat ( urani 235 ) només s'enriqueix molt lleugerament passant per una etapa de tractament. Per aconseguir un enriquiment significatiu, s'han d'encadenar moltes etapes, de vegades diversos centenars, i cada etapa alimenta la següent amb una barreja lleugerament més rica que la que rep.

## Tipus
Hi ha processos en cascada en diferent entorns. :
- En física, un altre exemple és la liqüefacció de l'aire, basada en el refredament després d'una expansió adiabàtica . Prest de manera aïllada, un compressor no pot liquar aire a temperatura ambient ; però la cascada de fluxos tèrmics entre compressors permet finalment extreure prou energia per obtenir l'aire en estat líquid ;
- Un coet multietapa correspon a la cascada de tres coets elementals ;
- En l'àmbit financer, es pot trobar un fenomen similar en les compres amb efecte palanca .

Tanmateix, només l'enriquiment de mescles o la destil·lació planteja qüestions de càlcul d'etapes complexes, per exemple:
- Si un alambi elimina el 99% de les impureses de l'aigua (deixant 0,01 la quantitat original d'impureses), una cascada de tres alambins deixarà (1-0,99) 3 = 0,000001 = 0,0001% de la quantitat d'impureses (99,9999% eliminat).